# Voi-La Intruder
Voi-La Intruder – płyta nowojorskiego zespołu „Gogol Bordello” z roku 1999.

## Lista utworów
1. Sacred Darling (1:48)
2. Voi-La Intruder (3:07)
3. Greencard Husband (2:20)
4. Passport (4:22)
5. Start Wearing Purple (3:26)
6. Shy Kind of Guy (3:28)
7. Mussolini vs. Stalin (2:43)
8. Letter to Mother (3:50)
9. God-Like (5:34)
10. Nomadic Chronicle (4:22)
11. Letter to Castro (Costumes for Tonight) (3:21)
12. Unvisible Zedo (4:27)
13. Sex Spider (3:07)
14. No Threat (3:33)
15. Against the Nature (7:23)